# 朝倉文夫賞彫塑展
朝倉文夫賞彫塑展（あさくらふみおしょうちょうそてん）は、大分県出身の彫刻家朝倉文夫を記念して大分市が市内の小・中学校、特別支援学校の児童・生徒を対象として開催する彫塑賞及び彫塑展である。 
朝倉の遺作展の益金の寄付をもとに、1969年度（昭和44年度）に設けられた。 
朝倉文夫賞の賞状の背景には、朝倉の作品「豊後和牛」がデザインされている。 